# باربارا بوشيه
باربارا بوشيه (بالألمانية: Barbara Bouchet)‏ هي عارضة وممثلة أمريكية وألمانية وإيطالية، ولدت في 15 أغسطس 1943.

## أعمال

### أفلام
- (1967) كازينو رويال[6][7][8]
- (2002) عصابات نيويورك[9][10][11]

## وصلات خارجية
- باربارا بوشيه على موقع IMDb (الإنجليزية)
- باربارا بوشيه على موقع ألو سيني (الفرنسية)
- باربارا بوشيه على موقع ميوزك برينز (الإنجليزية)
- باربارا بوشيه على موقع تيرنر كلاسيك موفيز (الإنجليزية)
- باربارا بوشيه على موقع أول موفي (الإنجليزية)
- باربارا بوشيه على موقع قاعدة بيانات الأفلام السويدية (السويدية)
- باربارا بوشيه على موقع ديسكوغز (الإنجليزية)
- باربارا بوشيه على موقع قاعدة بيانات الفيلم (الإنجليزية)